# Brunton (Fife)
Brunton ist ein Weiler in der schottischen Council Area Fife. Er liegt versteckt in einem Tal der hügeligen Umgebung rund sieben Kilometer nordwestlich von Cupar und zehn Kilometer südwestlich von Dundee nahe dem Südufer des Firth of Tay.

## Geschichte
Auf dem nordöstlich von Brunton gelegenen Hügel Green Craig befinden sich die Überreste eines Hillforts und einer Siedlung aus der Eisenzeit. Ihre Nutzung wird zwischen den Jahren 500 vor und 500 nach unserer Zeitrechnung angenommen. Auf dem Norman’s Law südwestlich der Ortschaft befand sich ein weiteres Fort. Das östlich gelegene Tower House Creich Castle stammt vermutlich aus dem 16. Jahrhundert.
Brunton entwickelte sich im Laufe des 18. und 19. Jahrhunderts mit der Weberei. Des Weiteren befand sich in der Nähe eine Getreidemühle. Im Jahre 1843 wurde eine Kirche der Free Church errichtet. Heute leben vor allem Pendler in Brunton. Im Jahre 2001 lebten dort 34 Personen.

## Verkehr
Brunton ist über eine nichtklassifizierte Nebenstraße an das Straßennetz angebunden. Innerhalb weniger Kilometer ist jedoch die A92 (Dunfermline–Stonehaven) zugänglich, durch welche über die Tay Road Bridge ein Anschluss nach Dundee besteht. Südwestlich von Brunton kreuzt sie die A913 (Cupar–Aberargie).